# Вивиан Балакришнан
Вивиан Балакришнан (25 января 1961) — сингапурский политический, общественный и государственный деятель, медик.

## Биография

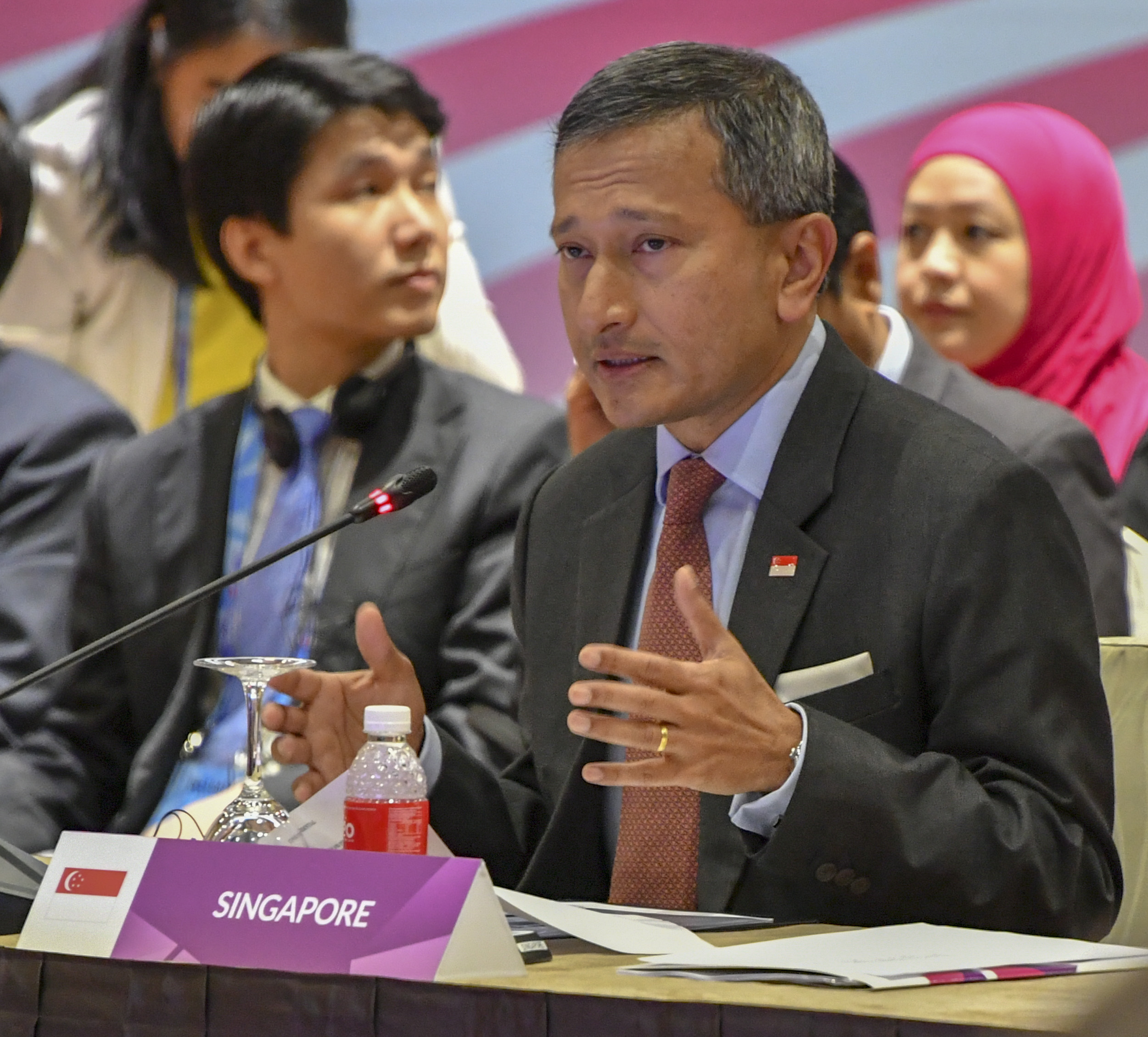
Министр иностранных дел Сингапура В. Балакришнан выступает на саммите Восточной Азии в 2018 г.

Сын индийского тамила и китаянки. Окончил англо-китайскую школу, затем юношеский колледж в Сингапуре. В 1980 году получил президентскую стипендии для изучения медицины в Национальном университете Сингапура (NUS). Продолжил учёбу в Королевском хирургическом колледже в Эдинбурге (1991).
В 1993 по 1995 год работал в Лондонской офтальмологической больнице. Вернувшись в Сингапур работал врачом офтальмологом. С 1999 по 2002 год служил медиком в Вооружённых силах Сингапура.
Доцент Национального университета Сингапура, был заместителем директора Сингапурского национального офтальмологического центра (SNEC) в 1997 году.
Член партии «Народное действие». Назначен государственным министром национального развития Сингапура. С 2002 года возглавлял комитет по перестройке (реорганизации) Сингапура.
С 2004 года занимал кресло министра торговли и промышленности Сингапура.
В 2004—2011 годах возглавлял Министерство общественного развития, молодёжи и спорта Сингапура, в 2011—2015 годах — Министерство окружающей среды и водных ресурсов Сингапура.
В 2015 году назначен министром иностранных дел Сингапура.
В феврале 2019 года стал также министром транспорта.
Заместитель министра торговли и промышленности, министра по вопросам предпринимательства, министра информации, коммуникаций и искусств и государственного министра по делам развития наций.
Депутат парламента Сингапура (2001—2006 и с 2006 по настоящее время).
За время работы министром общественного развития, молодёжи и спорта, добился повышения уровня социальной помощи с $ 260 для одного человека, занятого в домашнем хозяйстве в 2007 году, до $ 400 — в 2011 году.
С 2014 года руководит программой развития Сингапура «Умная нация».
Выступал на прениях 78 сессии генеральной ассамблеи ООН.